# San Francisco del Desierto
San Francisco del Desierto (en italiano: San Francesco del Deserto) es una isla en la laguna de Venecia, con una superficie aproximada de 4 hectáreas.  Se encuentra entre San Erasmo y Burano. Alberga un convento. 
La isla era frecuentada desde tiempos del Imperio Romano.  En 1220, San Francisco, llegó aquí a su regreso de la Tierra Santa durante la quinta cruzada, y fundó una ermita aquí. 
Durante el gobierno de Austria sobre Venecia, la isla fue abandonada por sus características no saludables, y se utilizó como depósito.  En 1858 fue donado a la diócesis de Venecia, que permitió a los frailes refundar un convento aquí.